# Micheletti (mercenari)
I Micheletti (in spagnolo: Miqueletes or Migueletes) erano irregolari truppe locali della Catalogna (Spagna), armate inizialmente di archibugio e di moschetto successivamente. Si ritiene che il loro nome derivi da Miguel o Miquelot de Prats, un mercenario Catalano, Capitano al servizio di Cesare Borgia.
Queste milizia godettero di una certa importanza nelle guerre minori di Spagna durante il XVII e il XVIII secolo tra cui l'esercito di miquelets guidato dal colonnello Armengol Amill durante la battaglia di Catalogna e la battaglia di Talamanca. In generale vennero ampiamente utilizzati durante la Guerra della Grande Alleanza, ricordando il loro ruolo nella Battaglia di Toroella o nel dodicesimo assedio di Gibilterra Mentre in tempi di pace sembra si dedicassero al saccheggio di facoltosi viandanti, tanto da essere trattati alla stregua di briganti. Nella Guerra di Successione Spagnola i micheletti continuarono la lotta contro la Francia anche dopo che la pace era stata formalmente firmata.
Vennero ricostituiti in Francia, dove già godevano di alta stima come si può evincere dai tanti francesi che cominciarono ad imitarli (a conferma di questo si possono citare le circa cento compagnie di miquelets francesi), nel 1794 e vennero impiegati da Napoleone Bonaparte a partire dal 1808 per contrastare la guerriglia e i micheletti spagnoli in Spagna durante la sua campagna nella penisola. Durante questo periodo i micheletti spagnoli, comandati da Francisco Milans del Bosch, ampliarono il loro piano di azione, prendendo parte ad operazioni come quelle contro Gerona tra il 1808 ed il 1809 I micheletti rimasero come truppe di guarnigione nelle province basche fino al 1877.

## Nella cultura di massa

### Letteratura
I micheletti sono citati più volte nel XIII e XVI capitolo dei Promessi Sposi.